# György Mizsei
György Mizsei (Kiskunfélegyháza, 30 settembre 1971) è un ex pugile ungherese.

## Palmarès

### Olimpiadi
- 1 medaglia:
  - 1 bronzo (Barcellona 1992 nei pesi superwelter)

### Europei dilettanti
- 2 medaglie:
  - 2 bronzi (Göteborg 1991 nei pesi welter; Vejle 1996 nei pesi superleggeri)